# Демаков, Иван Сергеевич
Иван Сергеевич Демаков (род. 6 января 1993, Йошкар-Ола, Марий Эл, Россия) — российский волейболист, центральный блокирующий, мастер спорта международного класса.

## Карьера
Иван Демаков начинал заниматься волейболом у заслуженного тренера Республики Марий Эл Михаила Николаевича Масленникова. В 2010 году вошёл в систему подготовки казанского «Зенита». На старте профессиональной карьеры играл за молодёжную команду «Зенит»-УОР в первой и Молодёжной лигах чемпионата России, в феврале 2012 года дебютировал в составе основной команды в Суперлиге.
В апреле 2011 года в Анкаре выиграл бронзовую медаль чемпионата Европы среди юношей. В 2013 году в составе молодёжной сборной завоевал золото чемпионата мира в возрастной категории U21, а в 2015-м в Дубае стал победителем чемпионата мира среди старших молодёжных команд (U23) и вошёл в символическую сборную турнира. Также в 2015 году Демаков стал бронзовым призёром Европейских игр в Баку, но не провёл за команду ни одного матча.
Вместе с казанским «Зенитом» Иван Демаков выиграл четыре золота чемпионатов России, по три раза становился обладателем Кубка России и победителем Лиги чемпионов. С 2013 года основную игровую практику получал в фарм-команде «Академия-Казань». В сезоне-2017/18 выступал за сосновоборское «Динамо-ЛО», летом 2018 года перешёл в кемеровский «Кузбасс», в составе которого в наступившем сезоне стал чемпионом России. С 2021 года выступал за уфимский «Урал», в сезоне-2023/24 — за нижегородскую АСК. Осенью 2024 года пополнил состав «Тюмени».

## Достижения

### Со сборными
- Бронзовый призёр чемпионата Европы среди юношей (2011).
- Чемпион мира среди молодёжных команд (2013).
- Чемпион мира среди старших молодёжных команд (2015).
- Бронзовый призёр чемпионата мира среди старших молодёжных команд (2013).
- Бронзовый призёр Европейских игр (2015).

### В клубной карьере
- Чемпион России (2011/12, 2013/14, 2015/16, 2016/17, 2018/19), бронзовый призёр чемпионата России (2012/13, 2019/20).
- Обладатель Кубка России (2014, 2015, 2016), финалист Кубка России (2012).
- Обладатель Суперкубка России (2012, 2015, 2016, 2019).
- Победитель Лиги чемпионов (2014/15, 2015/16, 2016/17).
- Серебряный призёр клубного чемпионата мира (2015, 2016).
- Бронзовый призёр Молодёжной лиги (2011/12).

### Индивидуальные призы
- Лучший блокирующий чемпионата Европы среди молодёжных команд (2012).
- Лучший блокирующий чемпионата мира среди старших молодёжных команд (2015).